# 郭士浩
郭士浩（1921年—），男，天津人，中国中国经济史学家，曾任南开大学教授、博士生导师。